# Leave Out All the Rest
«Leave Out All the Rest» — п'ятий і останній сингл американського альтернативного рок-гурта Linkin Park з альбому Minutes to Midnight.

## Відеокліп

Кадр із кліпу

„2057 рік. Сонце гине, і людство встає перед лицем вимирання. Остання надія планети Земля пов'язана з «Ікаром 2» — космічним кораблем, екіпаж якого складається із восьми чоловіків і жінок на чолі з капітаном Канедою. Їх місія — доставити ядерний заряд, за допомогою якого передбачається повторно запалити згасаюче Сонце“, — це сюжет фільму «Пекло», за мотивами якого знятий кліп.

## Список композицій
| USA Release | USA Release              | USA Release |
| #           | Назва                    | Тривалість  |
| ----------- | ------------------------ | ----------- |
| 1.          | «Leave Out All the Rest» | 3:19        |
| 2.          | «In Pieces» (Live)       | 3:47        |

| Japanese CD | Japanese CD                                                                      | Japanese CD |
| #           | Назва                                                                            | Тривалість  |
| ----------- | -------------------------------------------------------------------------------- | ----------- |
| 1.          | «Leave Out All the Rest»                                                         | 3:19        |
| 2.          | «Leave Out All the Rest» (Live from Projekt Revolution, Detroit MI, Aug. 22 ’07) | 3:19        |
| 3.          | «L.O.A.T.R.» (M.Shinoda Remix)                                                   | 3:19        |